# Communauté de communes du Warndt
Die Communauté de communes du Warndt ist ein französischer Gemeindeverband mit der Rechtsform einer Communauté de communes im Département Moselle in der Region Grand Est. Sie wurde am 24. Februar 1997 gegründet und umfasst fünf Gemeinden. Der Verwaltungssitz befindet sich im Ort Creutzwald.

## Mitgliedsgemeinden
| Gemeinde                         | Einwohner 1. Januar 2022 | Fläche km² | Dichte Einw./km² | Code INSEE | Postleitzahl |
| -------------------------------- | ------------------------ | ---------- | ---------------- | ---------- | ------------ |
| Bisten-en-Lorraine               | 249                      | 4,48       | 56               | 57087      | 57220        |
| Creutzwald                       | 12.389                   | 26,72      | 464              | 57160      | 57150        |
| Guerting                         | 870                      | 5,64       | 154              | 57274      | 57880        |
| Ham-sous-Varsberg                | 2.889                    | 6,53       | 442              | 57288      | 57880        |
| Varsberg                         | 972                      | 4,15       | 234              | 57696      | 57880        |
| Communauté de communes du Warndt | 17.369                   | 47,52      | 366              | –          | –            |